# Tierie-Chol
Tierie-Chol (Tere-Chol) (ros. Тере-Холь; tuw. Тере-Хөл, Tere-Chöl) – jezioro słodkowodne w azjatyckiej części Rosji, w południowo-wschodniej Tuwie.  
Jezioro leży w kotlinie tektonicznej na wysokości 1300 m n.p.m. i zajmuje powierzchnię ok. 39 km². Linia brzegowa jest nieregularna; brzegi są miejscami zabagnione. Na jeziorze znajduje się kilka wysp. Na jednej z nich zachowane są ruiny ujgurskiej twierdzy Por-Bażyn (tuw. Пор-Бажың, Por-Bażyng, dosł. "gliniany dom") zbudowanej w VIII w n.e.